# Río Virgen
El río Virgen (del inglés: Virgin River) es un río del suroeste de Estados Unidos, un afluente del río Colorado. Tiene una longitud de 322 kilómetros, que discurren a través del parque nacional Zion, en el estado de Utah, al suroeste de Estados Unidos, siguiendo su curso por los estados de Arizona y Nevada donde se une al río Colorado a 64 kilómetros de la ciudad de Las Vegas. Se forma por la unión de dos brazos, el brazo norte del río Virgen y el brazo sur del río Virgen, muy cerca de la ciudad de Springdale. 

## Enlaces externos

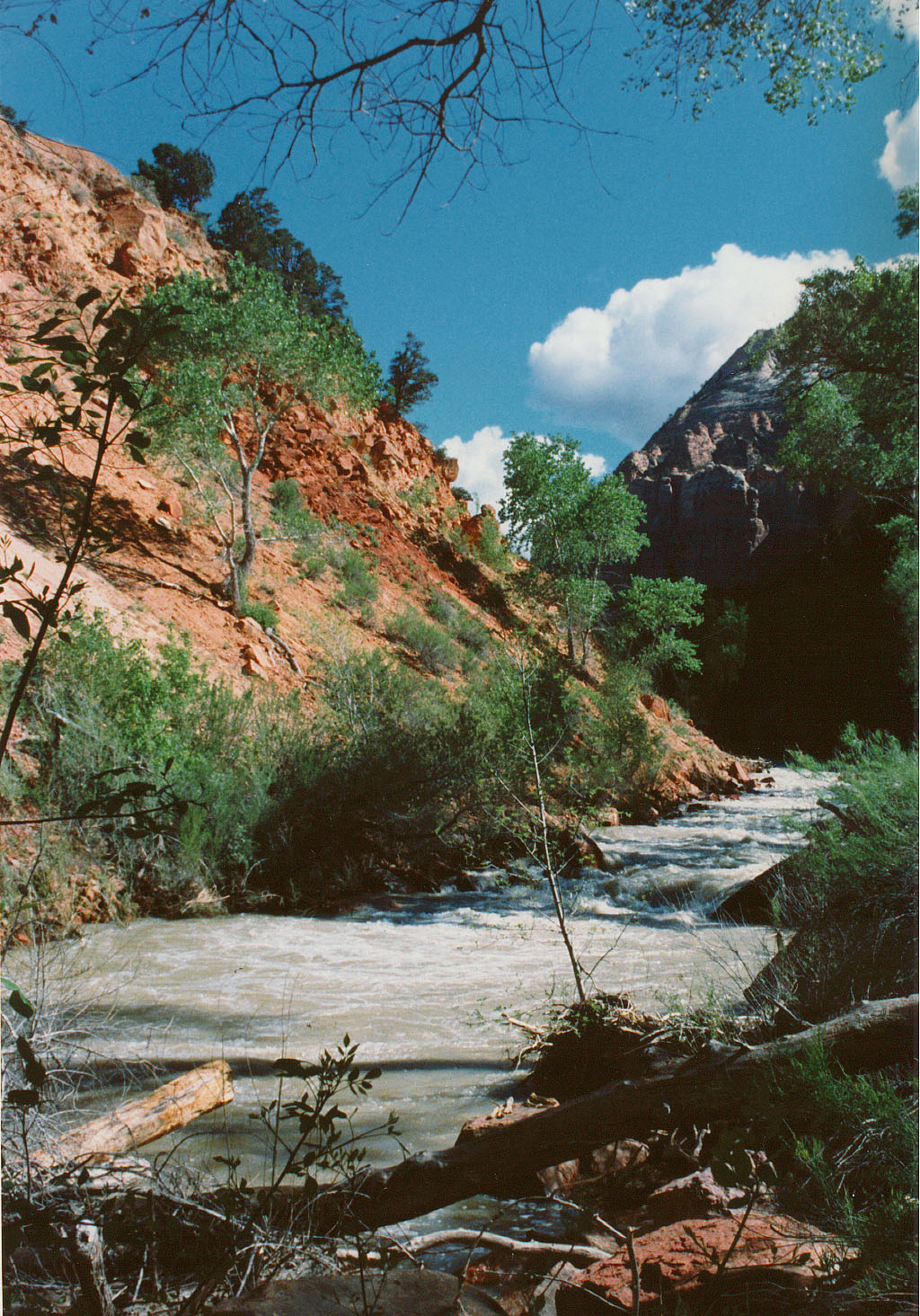
Brazo norte del río Virgen en el parque nacional Zion.